# Lophiotoma capricornica
Lophiotoma capricornica é uma espécie de gastrópode do gênero Lophiotoma, pertencente a família Turridae.